# Еме Бонплан

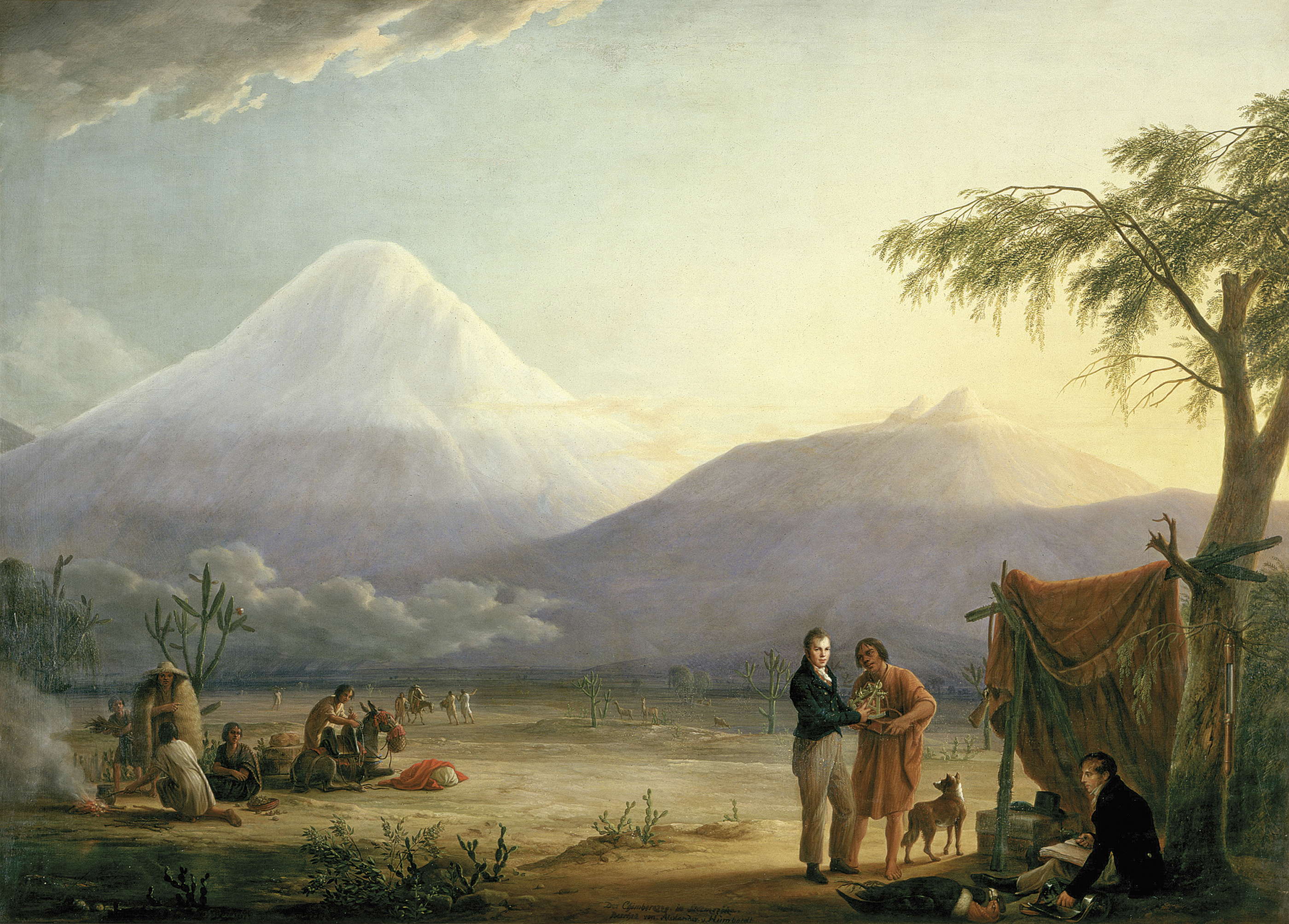
Гумбольдт і Бонплан на базі Чімборасо

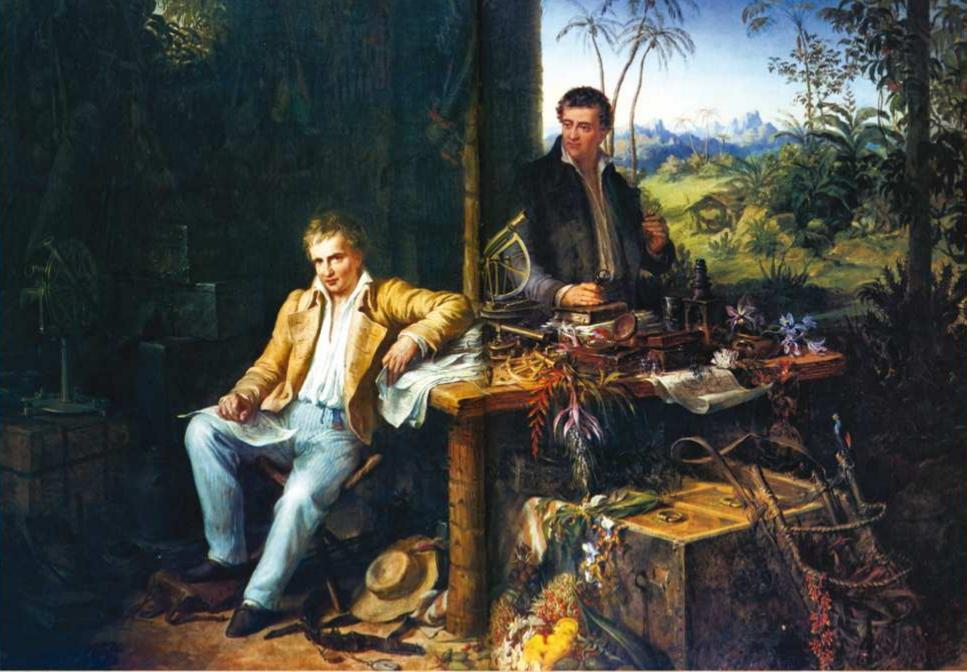
Гумбольдт і Бонплан в тропічних лісах Амазонки

Еме́ Жак Алекса́ндр Бонпла́н (фр. Aimé Jacques Alexandre Bonpland; серпень 1773 — травень 1858) — французький дослідник і ботанік, який подорожував разом з Александром фон Гумбольдтом Латинською Америкою з 1799 по 1804 рік. Був співавтором наукової праці, яка була результатом їхньої експедиції.
Bonpl. є міжнародним науковим скороченням імені ботанічного автора: Еме Бонплан.
Перегляньте таксони, приписувані цьому автору, в International Plant Names Index (IPNI).

## Біографія
Народився у Ла-Рошелі, Франція, 22, 28, або 29 серпня 1773 р. Ім'я при народженні — Еме́ Жак Александр Гужо́ (Aimé Jacques Alexandre Goujaud). Його батько був лікарем. У 1790 року він приєднався до свого брата Мішеля в Парижі, де вони обидва вивчали медицину. З 1791 року вони відвідували курси в Паризькому ботанічному музеї природної історії . Серед їхніх викладачів були Жан-Батист Ламарк, Антуан Лоран де Жуссьє та Рене Луїш Дефонтен; Далі Еме навчався у Жана-Ніколя Корвісара і, можливо, відвідував заняття П'єра-Жозефа Десо в центральній паризькій лікарні. У цей період Еме також подружився зі своїм однокурсником Ксав'є Біша.
У період Французької революції та воєн за незалежність Бонплан служив хірургом у французькій армії або на флоті.
Подружившись з Александром фон Гумбольдтом він приєднався до нього в п'ятирічній подорожі до Тенерифе та іспанських колоній в Америці. Подорож була до тих територій, які пізніше стали незалежними державами Венесуела, Куба, Колумбія, Еквадор, Перу, Мексика, а також до басейну річки Оріноко та Амазонки. Під час цієї подорожі він зібрав і класифікував близько 6000 рослин, які до того часу були переважно невідомими в Європі. Його звіт про ці висновки був опублікований у вигляді серії томів з 1808 по 1816 рік під назвою «Екваторіальні рослини» (фр. Plantes equinoxiales).
Після повернення до Парижа Бонплан почав отримувати пенсію в розмірі 3000 франків на рік в обмін на численні зразки, які він подарував Музею природної історії. Імператриця Жозефіна дуже любила його і поставила його суперінтендантом над садами в Мальмезоні, де вирощувалося багато рослин, з насіння, яке він привіз з Америки.  У 1813 році він опублікував свій «Опис рідкісних рослин, що культивуються в Мальмезоні та в Наваррі» (Description des plantes rares cultivées à Malmaison et à Navarre). У цей період він також познайомився з Гей-Люссаком, Араго та іншими видатними вченими і, після зречення Наполеона у Фонтенбло, марно благав його виїхати до Венесуели. Також він був присутній біля смертного ложа Жозефіни.
У 1816 році Бонплан перевіз різні європейські рослини в Буенос-Айрес, де був обраний професором природної історії. Однак незабаром він залишив свій пост, щоб досліджувати внутрішні райони Південної Америки. У 1821 році він заснував поселення в Санта-Ані поблизу Парани для вирощування та продажу «йерба мате» (Падуб парагвайський). Поселення було розташовано на території, яка на той час була спірною між Парагваєм та Аргентиною. Хосе Гаспар Родрігес де Франсія, диктатор Парагваю, «боявся, що успіх Бонпланда у вирощуванні падуба завадить його власній спробі монополізувати цей бізнес». Тому парагвайці знищили поселення 8 грудня 1821 року, а Бонплана заарештували як шпигуна й утримували в місті Санта-Марії до 1829 року. Під час свого полону він одружився і мав кількох дітей. Йому було надано свободу пересування, він виконував функції лікаря для місцевої бідноти та військового гарнізону.
Бонплан був звільнений у 1829 році і в 1831 році повернувся до Аргентини, де оселився в Коррієнтесі. Там, у віці 58 років він одружився з місцевою жінкою і заробляв на життя фермерством і торгівлею йерба мате. У 1838 році він повернувся до Санта-Ани, де культивував апельсинові дерева. За цю роботу він отримав 10 000- піастровий маєток від уряду провінції Коррієнтес на знак подяки. Невелике містечко навколо маєтку зараз має назву «Бонплан». Інше невелике містечко в провінції Місьйонес на південь від Санта-Ани також називається Бонплан.
Він помер у віці 84 років 4 або 11 травня 1858 року, перед його запланованим поверненням до Парижа. Похований у місті Пасо-де-лос-Лібрес.

## Спадщина
Його колекцію зразків рослин, збережених у Парижі в Національному музеї природної історії, Франція, курувала Алісія Луртейг.
Біографію Бонпланда написав Адольф Брунель . Беллетризована розповідь про його подорожі з Гумбольдтом зустрічається в романі «Die Vermessung der Welt» Деніеля Кельмана, перекладеному Керол Браун Джейнвей як «Вимірювання світу» .
Вулиця Бонплана у престижному районі Буенос-Айреса Палермо-Голлівуд лежить серед вулиць, названих на честь Чарльза Дарвіна, Роберта Фіцроя та Олександра фон Гумбольдта. Вулиця Бонплан є також у місті Баїя-Бланка (Аргентина), в Каракасі (Венесуела), і в Монтевідео (Уругвай).
На його честь також названо багато тварин і рослин, у тому числі кальмар Grimalditeuthis bonplandi та орхідея Ornithocephalus bonplandi.
На його честь названо місячний кратер Бонплан. На його честь названо також Піко Бонплан у венесуельських Андах, хоча він ніколи не відвідував венесуельські Анди. Пік понад 2 300 м (7 500 фут)у Новій Зеландії також носить його ім'я. Гора знаходиться біля верхівки озера Вакатіпу на Південному острові.
Наступні роди та види були названі або описані Еме Бонпланом.

### Роди
| - Abolboda - Aegopogon - Alchornea - Angelonia - Ceroxylon - Elionurus - Eriope - Espeletia | - Eudema - Exostema - Fulcaldea - Guardiola - Hypocalyptus - Isertia - Leucophyllum - Limnocharis | - Machaonia - Matisia - Menodora - Pleopeltis - Retiniphyllum - Triglochin - Vauquelinia |

### Види
| Acacia subulata Alchornea castaneifolia Arceuthobium vaginatum Aristida divaricata Arrabidaea chica Astragalus geminiflorus Banksia marginata Brachyotum confertum Bertholletia excelsa Brugmansia suaveolens Brunellia ovalifolia Cavanillesia platanifolia Centronia mutisii Cephalanthus salicifolius Ceroxylon alpinum Chuquiraga jussieui | Claytonia perfoliata Coriaria thymifolia Dorstenia tenuis Draba violacea Eucalyptus diversifolia Eudema nubigena Eugenia albida Huperzia crassa Hydrocleys nymphoides Iochroma fuchsioides Ipomoea arborescens Iresine diffusa Jacksonia furcellata Juniperus phoenicea Eucalyptus diversifolia Eudema nubigena | Eugenia albida Huperzia crassa Hydrocleys nymphoides Iochroma fuchsioides Ipomoea arborescens Iresine diffusa Jacksonia furcellata Juniperus phoenicea Lilaea scilloides Limnobium laevigatum Limnocharis flava Ludwigia helminthorrhiza Ludwigia sedioides Maurandya antirrhiniflora Melaleuca pallida Miconia caelata | Miconia guayaquilensis Miconia lacera Miconia minutiflora Miconia theaezans Mimosa somnians Monochaetum multiflorum Passiflora arborea Pinguicula moranensis Prosopis laevigata Prosopis pallida Prumnopitys montana Quararibea cordata Quercus crassifolia Quercus crassipes Quercus depressa Quercus diversifolia | Quercus humboldtii Quercus mexicana Quercus obtusata Quercus xalapensis Smilax havanensis Stanhopea grandiflora Stanhopea jenischiana Styrax tomentosus Symphoricarpos microphyllus Symplocos coccinea Tagetes zypaquirensis Theobroma bicolor Trichilia acuminata Viola cheiranthifolia Vitis tiliifolia Zieria laevigata |
| --- | --- | --- | --- | --- |

## Публікації
- 1805: Essai sur la géographie des plantes. Написано разом з Олександром фон Гумбольдтом. von Humboldt, Alexander; Bonpland, Aimé (2009). Essay on the geography of plants. University of Chicago Press. ISBN 9780226360669. OCLC 977369593. Переклад англійською з 2009 року.
- 1811: Збірник спостережень з зоології та порівняльної анатомії, написаний Олександром фон Гумбольдтом, Printing JH Stone, Париж. Цифрова версія [Архівовано 27 липня 2020 у Wayback Machine.] на сайті Gallica.
- 1813: Опис рідкісних рослин, вирощених у Мальмезоні та Наваррі Еме Бонпланом. Друк П. Старший Дідо, Париж. Автор Еме Бонплан, присвячений імператриці Жозефіні . Цифрова версія [Архівовано 27 липня 2020 у Wayback Machine.] на вебсайті Botanicus та цифрова версія ілюстрацій [Архівовано 7 грудня 2021 у Wayback Machine.]
- 1815: Роди та види Nova plantarum, написані Олександром фон Гумбольдтом і Карлом Сигізмундом Кунтом, том 1, Lutetiae Parisiorum, Париж. Цифрова версія [Архівовано 27 липня 2020 у Wayback Machine.] на сайті Botanicus.
- 1816: Монографія Melastomacées, що включає всі рослини цього порядку, включаючи Rhexies, том 1, Париж.
- 1817: Роди та види Nova plantarum, написані Олександром фон Гумбольдтом і Карлом Сигізмундом Кунтом, том 2, Lutetiae Parisiorum, Париж. Цифрова версія [Архівовано 27 липня 2020 у Wayback Machine.] на сайті Botanicus.
- 1818: Роди та види Nova plantarum, написані Олександром фон Гумбольдтом і Карлом Сигізмундом Кунтом, том 3, Lutetiae Parisiorum, Париж. Цифрова версія [Архівовано 27 липня 2020 у Wayback Machine.] на сайті Botanicus.
- 1820: Роди та види Nova plantarum, написані Олександром фон Гумбольдтом і Карлом Сигізмундом Кунтом, том 4, Lutetiae Parisiorum, Париж. Цифрова версія [Архівовано 27 липня 2020 у Wayback Machine.] на сайті Botanicus.
- 1821: Роди та види Nova plantarum, написані Олександром фон Гумбольдтом і Карлом Сигізмундом Кунтом, том 5, Lutetiae Parisiorum, Париж. Цифрова версія [Архівовано 27 липня 2020 у Wayback Machine.] на сайті Botanicus.
- 1823: Роди та види Nova plantarum, написані Олександром фон Гумбольдтом і Карлом Сигізмундом Кунтом, том 6, Lutetiae Parisiorum, Париж. Цифрова версія [Архівовано 27 липня 2020 у Wayback Machine.] на сайті Botanicus.
- 1823: Монографія Melastomacées, що включає всі рослини цього порядку, включаючи Rhexies, том 2, Париж.
- 1825: Роди та види Nova plantarum, написані Олександром фон Гумбольдтом і Карлом Сигізмундом Кунтом, том 7, Lutetiae Parisiorum, Париж. Цифрова версія [Архівовано 27 липня 2020 у Wayback Machine.] на сайті Botanicus.